# Luigi Ventura
Luigi Ventura (ur. 9 grudnia 1944 w Borgosatollo) – włoski duchowny katolicki, arcybiskup, nuncjusz apostolski.

## Życiorys
14 czerwca 1969 otrzymał święcenia kapłańskie i został inkardynowany do diecezji Brescii. W 1974 rozpoczął przygotowanie do służby dyplomatycznej na Papieskiej Akademii Kościelnej.
25 marca 1995 został mianowany przez Jana Pawła II nuncjuszem apostolskim na Wybrzeżu Kości Słoniowej, Burkina Faso i w Nigrze oraz arcybiskupem tytularnym Equilium. Sakry biskupiej 29 kwietnia 1995 udzielił mu ówczesny Sekretarz Stanu Angelo Sodano.
25 marca 1999 został przeniesiony do nuncjatury w Chile, a następnie w latach 2001–2009 był nuncjuszem w Kanadzie.
22 września 2009 został mianowany nuncjuszem apostolskim we Francji. 
W 2019 został oskarżony o molestowanie mężczyzn, a od 24 stycznia 2019 postępowanie w jego sprawie wszczęła paryska prokuratura. 9 lipca 2019 jego immunitet dyplomatyczny został odwołany przez Watykan. 17 grudnia 2019 papież Franciszek przyjął jego rezygnację z urzędu, złożoną ze względu na wiek. 